# Carlo Cremonesi
Carlo Cremonesi (Roma, 4 novembre 1866 – Città del Vaticano, 25 novembre 1943) è stato un cardinale e arcivescovo cattolico italiano.

## Biografia
Nacque a Roma il 4 novembre 1866.
Nominato arcivescovo-prelato di Pompei il 22 maggio del 1926. Diede le dimissioni da prelato il 28 settembre 1928 perché gravato da altri incarichi.
Papa Pio XI lo elevò al rango di cardinale presbitero di San Lorenzo in Lucina nel concistoro del 16 dicembre 1935.
Morì il 25 novembre 1943 all'età di 77 anni e fu sepolto nella cappella di San Giuseppe (così detta dal quadro di San Giuseppe di Alessandro Turchi, tuttora esistente) nella basilica di San Lorenzo in Lucina, già cappella gentilizia dei principi Ottoboni duchi di Fiano, famiglia di papa Alessandro VIII, che l'ebbero, con breve pontificio, in "concessione perpetua" (è ancora visibile, in alto all'ingresso, il loro stemma): la cappella è stata così indebitamente snaturata dalla sua originaria destinazione, probabilmente senza nessuna autorizzazione dato il periodo bellico, e resa irriconoscibile perché completamente ricoperta di marmi verdi, che hanno coperto le lapidi marmoree dei defunti Ottoboni. In un angolo è stato sistemato un busto marmoreo del cardinale. È stato reso impossibile agli eredi Ottoboni di provvedere alla sua manutenzione.

## Genealogia episcopale e successione apostolica
La genealogia episcopale è:
- Cardinale Scipione Rebiba
- Cardinale Giulio Antonio Santori
- Cardinale Girolamo Bernerio, O.P.
- Arcivescovo Galeazzo Sanvitale
- Cardinale Ludovico Ludovisi
- Cardinale Luigi Caetani
- Cardinale Ulderico Carpegna
- Cardinale Paluzzo Paluzzi Altieri degli Albertoni
- Papa Benedetto XIII
- Papa Benedetto XIV
- Papa Clemente XIII
- Cardinale Marcantonio Colonna
- Cardinale Giacinto Sigismondo Gerdil, B.
- Cardinale Giulio Maria della Somaglia
- Cardinale Carlo Odescalchi, S.I.
- Cardinale Costantino Patrizi Naro
- Cardinale Lucido Maria Parocchi
- Papa Pio X
- Papa Benedetto XV
- Cardinale Carlo Cremonesi

La successione apostolica è:
- Vescovo Vincenzo Celli (1927)
- Vescovo Joseph Chang Yuin-po (1936)